# 브루누 칸타녜지
브루누 쿠냐 칸타녜지(포르투갈어: Bruno Cunha Cantanhede, 1992년 1월 17일 ~ )는 브루누 칸타녜지(Bruno Cantanhede)로 불리는 브라질의 축구 선수이며, 포지션은 스트라이커이다.

## 클럽 경력
2017년 6월 대전 시티즌에 입단하며 K리그 무대에 입문하였다. 7월 3일 FC 안양전을 통해 K리그 데뷔전을 치렀고, 데뷔전에서 데뷔골을 성공시키며 대전의 2:0 승리를 이끌었고, 이날 경기 MOM에 선정이 되었다. 7월 15일 아산 무궁화 FC전에서 리그 2호골을 기록하였으며, 연이은 안산과의 경기에서는 리그 데뷔 어시스트를 기록하였으며, 9월 3일 부산 아이파크전에서는 K리그 입단 후 첫 멀티골을 기록하며 3골차로 끌려가던 대전의 자존심을 가까스로 지켰으며, 패배팀 선수임에도 28라운드 리그 베스트일레븐에 선정이 되었다. 활약을 인정받아 브루노는 대전에서 2018시즌까지 뛰는 것으로 계약을 연장했지만 2018년 새로 부임한 김호 사장이 브루노에게 방출 통보를 날리고 일방적으로 계약을 파기하였으며 이에 브루노 측은 FIFA의 선수 보호 규정에도 어긋나는 행동이라며 반발하며 FIFA에 제소를 비롯해 계약된 올 시즌까지의 잔여 연봉을 요구할 것임을 밝혔다.
결국 대전을 떠나 2018시즌을 앞두고 FC 안양으로 이적하였다.